# Rhodobryum chalarorhodon
Rhodobryum chalarorhodon là một loài Rêu trong họ Bryaceae. Loài này được (Müll. Hal. ex Broth.) Paris miêu tả khoa học đầu tiên năm 1898.